# Álvaro Mesén
Álvaro Mesén (Alajuela, 24 december 1972) is een voormalig Costa Ricaanse profvoetballer die zijn loopbaan in 2010 beëindigde bij Liberia Mía.
Mesen is een doelman en brak door in dienst van LD Alajuelense, waarmee hij zes nationale titels en één maal de UNCAF Club Cup in de wacht wist te slepen. Hij maakte deel uit van de Costa Ricaanse WK-selecties van het WK voetbal 2002 en het WK voetbal 2006. Tijdens dat WK was hij reserve-doelman, maar tijdens de Gold Cup 2003 en de Gold Cup 2005 was hij de vaste doelman. Tevens speelde hij mee in de eindoverwinningen die Costa Rica in 1997 en 2003 behaalde tijdens de wedstrijden om de UNCAF Nations Cup. Mesen speelde in totaal 38 interlands voor zijn vaderland, waarin hij eenmaal wist te scoren.
Verder werd hij bekend vanwege zijn aanstelling als FIFA-ambassadeur in 2001 en het ondersteunen van de mars tegen kinderarbeid ten tijde van het WK 2002.